# Segregara abrahami
Segregara abrahami är en spindelart som först beskrevs av Hewitt 1913.  Segregara abrahami ingår i släktet Segregara och familjen Idiopidae. Inga underarter finns listade i Catalogue of Life.